# Symfonie voor strijkers (Schuman)
William Schuman componeerde zijn Symfonie voor strijkers in 3 delen in 1943. Het werk heeft later de officieuze naam Symfonie nr. 5 gekregen, puur en alleen omdat zij gecomponeerd is in de periode tussen symfonie nr. 4 en nr. 6. Serge Koussevitzky gaf leiding aan de première, verzorgd door het Boston Symphony Orchestra op 12 november 1943.

## Geschiedenis
Het werk is geschreven in opdracht van de Koussevitsky Foundation en is opgedragen aan mevrouw Natalie Koussevitsky, toen net overleden. William Schuman zou later nog directeur worden van die Foundation. De compositie werd snel populair: gedurende de Tweede Wereldoorlog zijn er al twee opnamen van dit werk uitgegeven.

## Compositie
Alhoewel modern, past deze 18 minuten durende symfonie beter in de klassieke definitie van een symfonie dan symfonie nr. 3 van deze componist. De symfonie is geschreven in drie delen:
1. Molto agitato ed energio;
2. Larghissimo;
3. Presto.

Zowel deel 1 als 2 zijn deels in canonvorm gecomponeerd. Deel 3 is erg opgetogen voor een symfonie die gecomponeerd werd tijdens de oorlog; men dacht dat de oorlog snel afgelopen zou zijn.
Symfonieën: Symfonie nr. 1 · 2 · 3 · 4 · 5 · 6 · 7 · 8 · 9 · 10

Werken: Variations on "America" · A Song of Orpheus · Circus Overture · Night Journey · Orchestra Song